# Segrezia di Sicilia
La Segrezia di Sicilia, o più semplicemente la Segrezia (anche definita dogana), era una istituzione territoriale per l'amministrazione dei beni e l'esazione dei tributi esistente nel Regno di Sicilia (e poi anche nel Regno di Napoli) dal medioevo sino alla unità del 1860. La funzione svolta era quindi molto simile alle ex intendenze di finanza (ora direzioni regionali delle entrate).
La Segrezia era presente in ciascuna città capoluogo di comarca, in una divisione territoriale molto simile alle odierne province.
Essa operava localmente per conto della corona e fu un intermediario fondamentale per il finanziamento delle casse dello stato, ma anche per lo sfruttamento delle risorse naturali, come boschi, pascoli e miniere.
Generalmente le diverse suddivisioni erano dotate di ampi margini decisionali: potevano concedere beni in enfiteusi, pretendere gabelle o affitti.
La Segrezia, aveva un proprio organigramma amministrativo e finanziario ed era costituita dal secreto, dal credenziere, dal procuratore fiscale, dal maestro notaro, dal baglio, dal pesatore della seta, dal sigillatore di botti, dal carcerario, da altri impiegati minori o temporanei, dal vice-secreto, dal vice credenziere e dal vice-maestro notaro.
Negli Stati feudali (comuni con territorio di pertinenza) gli ufficiali dell'amministrazione locale venivano nominati dal feudatario o, in sua vece, dal governatore che egli stesso eleggeva quando, per motivi di lontananza o di altro, non esercitava direttamente i suoi privilegi. Nell'ambito delle singole universitates feudali la carica più importante era ricoperta dal Secreto (qualche volta localmente chiamato anch'egli Governatore o Camerario) il quale in loco rappresentava il feudatario.
A lui faceva capo sia la secrezia o camera baronale (cespiti fiscali e privati del barone), sia l'amministrazione dell'Università (= del comune) e della stessa giustizia. Era il Secreto che curava la cessione in affitto della riscossione delle gabelle (o dazi), in proprio quella della secrezia, invece quella dell'Università con l'assistenza di Giurati, Sindaco, Maestro Notaro (segretario); era lui che insediava la Corte Capitanale (amministratori della giustizia), e la Corte Giuratoria (amministratori comunali), a lui infine i vari funzionari rispondevano del loro operato.
Il Maestro Secreto aveva l'amministrazione delle dogane di terra e di mare, dei tributi indiretti, degli immobili appartenenti alla corte, dei castelli, dei beni vacanti e dei beni confiscati. Ne dipendevano le secrezie locali, ad eccezione di quelle di Palermo, Catania e Messina che erano autonome. Giudicava in prima istanza le cause relative a contrabbandi; aveva inoltre giurisdizione sui dipendenti dell'ufficio.